# Lindera umbellata
Lindera umbellata là loài thực vật có hoa trong họ Nguyệt quế. Loài này được Thunb. miêu tả khoa học đầu tiên năm 1784.